# Genduara cinerea
Genduara cinerea är en fjärilsart som beskrevs av Walker 1856. Genduara cinerea ingår i släktet Genduara och familjen ädelspinnare. Inga underarter finns listade i Catalogue of Life.